# Abrahams Brook
Abrahams Brook är ett vattendrag i Kanada.   Det ligger i provinsen Nova Scotia, i den östra delen av landet, 1 000 km öster om huvudstaden Ottawa.
I omgivningarna runt Abrahams Brook växer i huvudsak blandskog. Runt Abrahams Brook är det mycket glesbefolkat, med 5 invånare per kvadratkilometer.